# شمشیربازی در المپیک تابستانی ۱۹۰۸
شمشیربازی در بازی‌های المپیک تابستانی ۱۹۰۸ نام رویداد ورزش شمشیربازی در بازی‌های المپیک تابستانی بود که در سال ۱۹۰۸ برگزار شد.

## جدول مدال‌ها
| رتبه | کشور                 | طلا | نقره | برنز | مجموع |
| ۱    | فرانسه (FRA)         | ۲   | ۱    | ۱    | ۴     |
| ۲    | مجارستان (HUN)       | ۲   | ۱    | ۰    | ۳     |
| ۳    | بریتانیای کبیر (GBR) | ۰   | ۱    | ۰    | ۱     |
| ۳    | ایتالیا (ITA)        | ۰   | ۱    | ۰    | ۱     |
| 5    | بوهم (BOH)           | ۰   | ۰    | ۲    | ۲     |
| 6    | بلژیک (BEL)          | ۰   | ۰    | ۱    | ۱     |

## کشورهای شرکت کننده
- اتریش (۱)
- بلژیک (۱۸)
- بوهم (۷)
- کانادا (۱)
- دانمارک (۸)
- فرانسه (۲۲)
- آلمان (۱۰)
- بریتانیای کبیر (۲۳)
- مجارستان (۸)
- ایتالیا (۱۱)
- هلند (۱۳)
- نروژ (۱)
- آفریقای جنوبی (۱)
- سوئد (۷)